# Cloviana froggatti
Cloviana froggatti is een halfvleugelig insect uit de familie Aphrophoridae. De wetenschappelijke naam van deze soort is voor het eerst geldig gepubliceerd in 1911 door Distant.